# Масс, Владимир Захарович
Владимир Захарович Масс (6 [18] февраля 1896, Москва — 30 ноября 1979, там же) — советский драматург и сценарист.

## Биография
Родился в Москве в еврейской купеческой семье. Отец Зелик Абрамович Масс (?—1925), дед Абрам Лейбович Масс и дяди Саул, Иосиф и Вульф были купцами первой гильдии, подрядчиками, занимавшимися различными строительными работами; мать — Мария (Гинда) Липмановна Лурье (1870—1943). Семья жила в доме Меньшова в Кузнецкой слободе. Юность прошла в принадлежащем деду особняке в Камергерском переулке (дом Масса), что напротив МХАТ. Владимир мечтал стать художником, учился в Витебске у Марка Шагала.
Первые годы Советской власти открыли молодому, революционно настроенному художнику возможность ярко проявить себя, однако, не в художественном, а в литературном творчестве. Так сложилось, что он стал постоянным автором знаменитого тогда в Москве Театра современных масок при московском Доме печати (мастерская Н. Фореггера). Писал злободневные обозрения, сатирические буффонады. Его пьеса «Хорошее отношение к лошадям» стала в те годы очень популярной. С молодым композитором Матвеем Блантером они сочиняли песенки, такие, как известные до сих пор «Джон Грей», «Служил на заводе Сергей-пролетарий».
С середины 1920-х годов возникло содружество Николая Эрдмана и Владимира Масса. Вместе они сочиняли пародии, басни, интермедии, обозрения для Ленинградского Мюзик-холла, для Леонида Утёсова с его знаменитым джазом. С их (в соавторстве с В. Типотом) сатирического спектакля «Москва с точки зрения» начался Московский театр Сатиры. По предложению кинорежиссёра Григория Александрова они написали сценарий первой советской кинокомедии «Весёлые ребята».
11 октября 1933 года во время съёмок «Весёлых ребят» в Гаграх оба автора были арестованы и спешно отправлены в Москву. Поводом для ареста послужили фельетон «Заседание о смехе» и басня «Закон тяготения» из книги «Год шестнадцатый. Альманах второй» под редакцией Горького, вышедшего в 1933 году, которые к тому моменту поспешно признали анти-советскими. Фамилии обоих сняли из титров фильма «Весёлые ребята», и их произведения убрали из альманаха. Фактически, Масс и Эрдман, как и Эмиль Кроткий, которые были авторами журнала «Крокодил», стали жертвами закулисных интриг Мехлиса против редакторов журнала. «Дело сатириков», которое вёл бывший агент Коминтерна Н. Х. Шиваров, было спешным: Кроткого допросили 11 октября и на следующий день вынесли официальное обвинение. Эрдману предъявили обвинение 14 октября, но его допрос был только на следующий день. Масса допросили 16 октября, в тот же день было составлено обвинительное заключение обоим по одному обвинению. 18 октября Масса допросили повторно уже после приговора. «По постановлению особого совещания при коллегии ОГПУ от 16 октября Н. Эрдман выслан на 3 года в г. Енисейск Восточно-Сибирского края, а В. Масс — в г. Тобольск на Урале». Масс и Эрдман признали вину и сотрудничали со следствием, отчего получили такие «мягкие» сроки. Приговоры Масса, Эрдмана, Кроткого и Вольпина, штатных сотрудников Крокодила, у которых были анти-советские произведения, были использованы во время «передачи» Крокодила «Правде» постановлением Политбюро от 29 марта 1934 года.
В ссылке в Тюмени, Тобольске, а перед войной в Горьком. Владимир Масс работал завлитом, режиссёром, художественным руководителем местных театров, порой сам организовывал театральные коллективы. Написанная им в ссылке пьеса «Сады цветут» (в соавторстве с актёром Николаем Куличенко) перед войной обошла чуть ли не все театры страны. С началом войны В. Масс организовал и возглавил театральную фронтовую бригаду, которая обслуживала военные части Красной армии.
В 1943 году Масс был «прощён», ему разрешили жить в Москве. В этом же году состоялась его встреча с Михаилом Червинским, фронтовиком, демобилизованном из-за тяжёлого ранения. Их первая совместная пьеса «Где-то в Москве» была поставлена в театре им. Евг. Вахтангова (режиссёр А. Ремизова), а вслед за тем начала триумфальное шествие по всем театрам страны.
Судьба второй пьесы «О друзьях-товарищах» оказалась менее удачной: её выход совпал с кампанией, вошедшей в историю под названием «борьбы с космополитами», и авторы пьесы оказались жертвами этой борьбы. Их не арестовали, но литературную деятельность можно было продолжать лишь уйдя, так сказать, с центральной дороги на периферию.
Их сферой деятельности стала эстрада. Конферансы, сценки, целые пьесы для Аркадия Райкина, Мироновой и Менакера, Тимошенко и Березина, Мирова и Дарского (а потом Мирова и Новицкого) — тогдашних эстрадных кумиров, ставших таковыми не в последнюю очередь благодаря остроумным текстам Масса и Червинского, стихотворные фельетоны для журнала «Крокодил», песенки для ансамбля Эдди Рознера и Леонида Утёсова. Но главным в их творчестве 1950-х — начала 1960-х годов стало создание так называемой «советской оперетты». По их либретто были поставлены следующие произведения этого жанра: «Самое заветное» (музыка В. Соловьёва-Седого), «Трембита» (музыка Ю. Милютина), «Белая акация» (музыка И. Дунаевского) и, наконец, «Москва, Черёмушки» (музыка Д. Шостаковича). Им также принадлежит русскоязычное либретто оперетты Ф. Легара «Весёлая вдова».
Михаил Червинский скончался в 1965 году. После его смерти Владимир Масс работал один, опубликовал несколько книжек стихотворений лирического жанра. И наконец-то смог посвятить себя тому, о чём мечтал в юности. В нём на старости лет прорезался художник, долгие годы заглушаемый писателем. В его портретах, композициях, пейзажах столько свежести, музыкальности, света, словно он под конец жизни вложил в них всю нерастраченную молодость души.
Умер Владимир Масс в возрасте восьмидесяти трёх лет, в Москве. Похоронен на Головинском кладбище. В то же время на Новодевичьем кладбище, рядом с могилами родных, ему был поставлен кенотаф.
Реабилитирован 2 июня 1989 года.

## Семья
- Жена — Наталья Львовна Масс, актриса Театра имени Вахтангова (до 1952 года).
  - Сын Виктор (1924—1952) окончил аспирантуру Литинститута, умер от лимфогранулёматоза.
    - Внук Александр Масс работал оператором на киностудии имени Горького.

  - Дочь Анна стала писательницей.
- Брат — Аркадий Захарович Масс (1898—?), учёный-медик (пульмонолог и фтизиатр), доктор медицинских наук, профессор.

## Основные произведения

### В. Масс, Николай Эрдман
- Басни
- «Заседание о смехе» (памфлет)
- «Одиссея» (комедия-обозрение)

### В. Масс, Н. Куличенко
- «Сады цветут» (комедия, 1939)

### В. Масс, Михаил Червинский
- Комедии: «Где-то в Москве», «О друзьях-товарищах», «Я люблю, Архимед!».
- Оперетты: «Самое заветное», «Трембита», «Белая акация», «Москва, Черёмушки», «Весёлая вдова» (русский текст).
- «Добрый вечер!» Миниатюры для эстрады. М., «Искусство», 1959.
- «Без кондуктора». Стихи. М., «Правда», 1962.
- «Идя навстречу». Стихи. М., «Правда», 1965.
- «В порядке оваций». М., «Правда», 1968.
- «Комедии». «Советский писатель», 1968.
- Фельетоны, эстрадные обозрения, стихи и песни.

### В. Масс
- Сборники: «Песни» (1942), «Так держать» (1979).

## Фильмография
- 1934 — Весёлые ребята
- 1954 — Опасная шалость
- 1957 — Белая акация
- 1971 — Калейдоскоп-71 (выпуск 2). «Дождик»
- 1972 — Только ты